# デヴェル・シックスティーン
デヴェル・シックスティーンまたは簡略してデヴェル16（Devel Sixteen）は、デヴェル社がドバイで開発中のスポーツカー。
2013年11月に開催されたドバイ国際モーターショーで展示公開された。当時の発表では、5000hpの16気筒エンジンにより、最高時速は560kmとされた。「2015年に約1億5千万円で販売を予定している」とされていた。
2017年11月に開催された同ショー2017で量産モデルのコンセプトカーが公開された。。開発者であるRashid Al-Attariはモーターショーよりテストを含めて、今後12-18ヶ月で完成するという。また、デヴェル社のインスタグラムの投稿によると、納車まで1年で購入できるという。
5,000馬力と最高速度500km/h超えという発表については懐疑的な意見も出ているが、2017年に同車のエンジンを供給するスティーブ・モリス・エンジンズがエンジンのテストを行い、最大出力は5,007hp、最大トルク519.4kgmという結果が出たことを示す動画を発表している。しかし、実際に走行した場合どうなるかは不明である。また、Rashid Al-Attariによるとタイヤについても疑問が残るという。
また公道の走行はできないため、Rashid Al-Attariは公道走行が可能な2つのバージョンの開発をしていると語っている。1つは2,000hpを発生するV8エンジン搭載のモデル、もう1つは3,000hpに抑えられたV16クアッドターボ・エンジン搭載のモデルとなるという。価格は前者が160万ドル（約1億8,000万円）、後者が180万ドル（約2億200万円）で、生産台数については限定する予定ではないという。